# Нивка
Ни́вка — струмок, права притока річки Борщагівки, що протікає територією Святошинського району міста Києва.
Нивкою також помилково називають річку Борщагівку.

## Історія

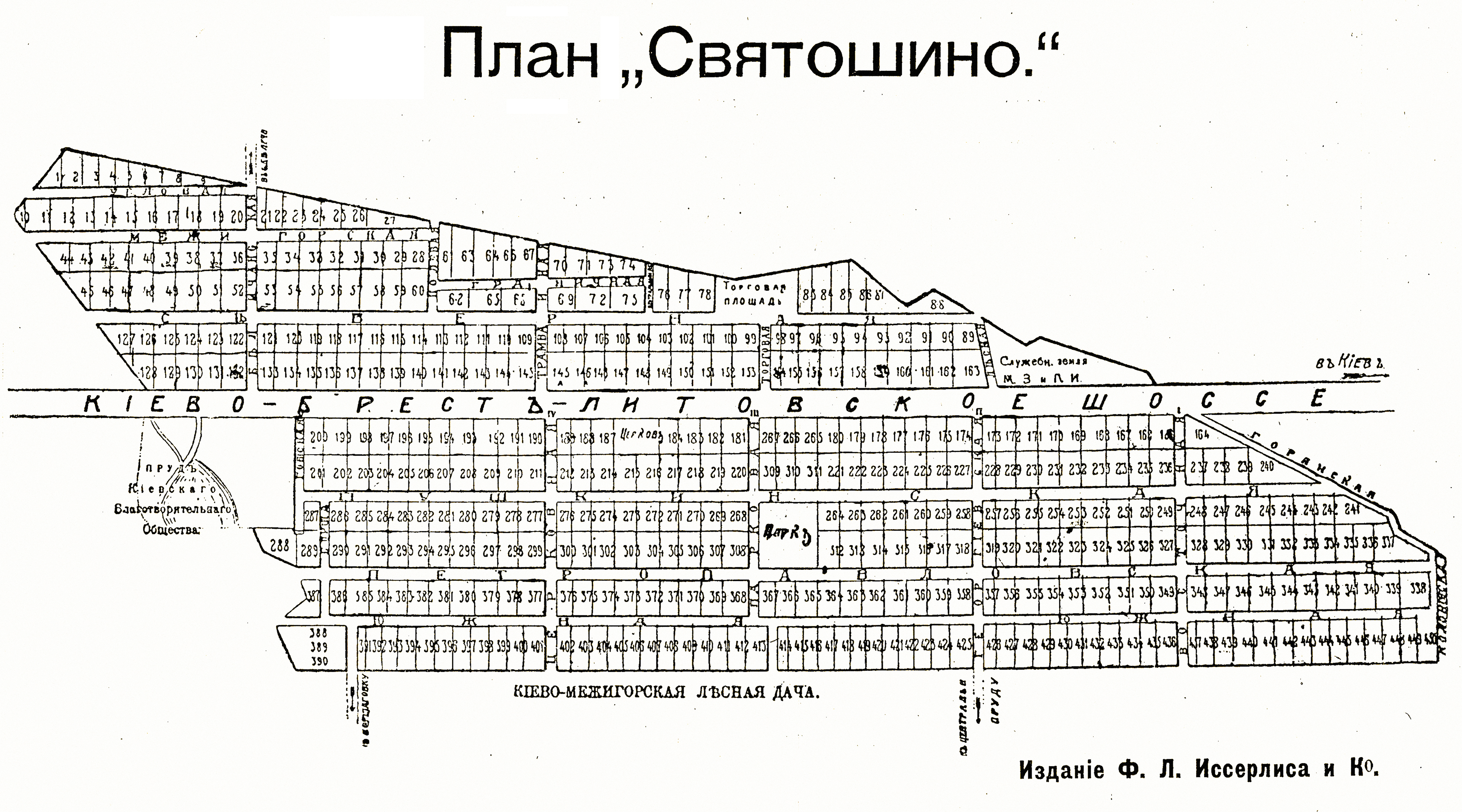
План Святошинських дач, 1909. Північна межа селища — річка Нивка.

Наприкінці ХІХ століття, розплановуючи вулиці майбутніх Святошинських дач, зодчі використали природний, дещо підвищений, південний берег Нивки як північну межу селища.
Через Нивку у першій половині ХХ століття було влаштовано містки в районі сучасної Чорнобильської вулиці та Кільцевої дороги; в 1950-ті роки з'явився третій — північніше Базарної площі (приблизно на місці сучасного Північного провулка масиву Академмістечко).